# Tjeerd Royaards
Tjeerd Willem Royaards (Brielle, 19 februari 1980) is een Nederlands cartoonist.

## Biografie
Royaards is een telg uit de oudste, kunstenaarstak van het geslacht Royaards. Hij is een zoon van een bedrijfsarts en een verpleegkundige en een kleinzoon van architect Kees Royaards (1906-1970) en de tekenaar en illustrator Rensina ten Holt (1914). Hij behaalde een master in politieke wetenschappen aan de Universiteit van Amsterdam. Vanaf circa 2008 is hij (politiek) cartoonist. In 2010 behaalde hij de tweede prijs van Press Cartoon Europe, in 2016 de derde prijs van Una Vignetta per l'Europa. Op 25 september 2018 werd hem de Inktspotprijs 2018 toegekend.
Royaards is hoofdredacteur van het internationale platform The Cartoon Movement en publiceert op Joop.nl, in Trouw en in buitenlandse publicaties als The Guardian, Der Spiegel en Le Monde. Voorheen publiceerde hij in NRC.